# Jodie Whittaker
Jodie Auckland Whittaker, född 17 juni 1982 i Huddersfield, West Yorkshire, är en brittisk skådespelare.
Whittaker växte upp i byn Skelmanthorpe i Yorkshire och studerade sedan drama vid Guildhall School of Music and Drama.
Hon debuterade som professionell skådespelare 2005 i teaterpjäsen Stormen på anrika Globe Theatre i London. Filmdebuten kom året därpå i Venus. Hon har sedan setts i bland annat En dag (2011), Attack the Block (2011) och tv-serien Broadchurch.
I juli 2017 tillkännagavs att Whittaker skulle spela Doktorn i elfte säsongen av TV-serien Doctor Who. Hon blev då den 13:e doktorn tillika den första kvinnliga doktorn.
Sedan 2008 är hon gift med den belizisk-amerikanske skådespelaren Christian Contreras (född 1986). Paret är bosatt i norra London och har två barn, födda 2015 och 2022.

## Filmografi i urval
- 2006 – Venus
- 2007 – Livet kan börja + 10
- 2007 – The Babes of St. Trinian's
- 2008 – Tess
- 2008 – Good
- 2009 – St. Trinian's II
- 2009 – Perrier's Bounty
- 2010 – The Kid
- 2011 – Black Mirror (TV-serie)
- 2011 – Marchlands (TV-serie)
- 2011 – En dag
- 2011 – The Night Watch
- 2011 – Attack the Block
- 2013–2017 – Broadchurch (TV-serie)
- 2017 – Lita på mig (TV-serie)
- 2017 – Journeyman
- 2017–2022 – Doctor Who (TV-serie)
- 2025 – Toxic Town (TV-serie)